# Fu Tianyu
Fu Tianyu (chinois : 付天余 ; pinyin : fù tiānyú) est une patineuse de vitesse sur piste courte chinoise.

## Biographie
Elle participe aux épreuves de patinage de vitesse sur piste courte aux Jeux olympiques de 2006. Au relais, l'équipe de Chine dont elle fait partie avec Wang Meng, Yang Yang (A) et Cheng Xiaolei est disqualifiée en finale.
Aux Championnats du monde de patinage de vitesse sur piste courte, elle remporte :
- en 2003 une médaille d'or en relais et une médaille de bronze sur 500 mètres,
- en 2004 deux médailles d'argent sur 3 000 mètres et en relais et une médaille de bronze sur 1 000 mètres,
- en 2005 une médaille d'argent en relais et une médaille de bronze sur 500 mètres,
- en 2006 une médaille d'or en relais et une médaille d'argent sur 500 mètres.